# 吉萨尔山脉
吉萨尔山脉是中亚的一座山脉，帕米尔高原西部的一部分，山脉呈东西横贯走向，长约200千米，分割乌兹别克斯坦和塔吉克斯坦的边境线。乌兹别克斯坦的最高峰哈兹拉特苏丹峰就在此山脉中。山脉由晶体、片岩、砂岩等构成。